# Juan Soto (arbitre)
Pour les articles homonymes, voir Juan Soto et Soto.
Juan Ernesto Soto Arevalo (né le 14 octobre 1977 dans l'État de Zulia) est un arbitre vénézuélien de football, international depuis 2005. 

## Carrière
Il a officié dans des compétitions majeures : 
- Recopa Sudamericana 2009 (finale aller)
- Copa América 2011 (1 match)
- JO 2012 (1 match)